# Élève-officier du personnel navigant

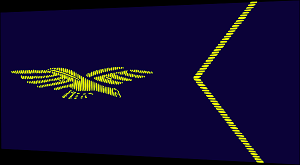
grade d'élève-officier, épaulette d'EOPN

Un élève-officier du personnel navigant est un personnel de l'armée de l'air française. Ce terme désigne également un grade ainsi que, par extension, la filière de recrutement de ces élèves-officiers destinés aux activités aériennes militaires. 

## La filière EOPN
Il s'agit de l'une des deux filières de recrutement du personnel navigant militaire de l'Armée de l'air, aux côtés de celle de l’École de l'Air. Elle procure l'essentiel des personnels. La formation correspondante de la marine est élève-officier pilote de l'aéronautique navale et celle de l'aviation légère de l'armée de terre est officier sous contrat-pilote.
La filière de recrutement « élève-officier du personnel navigant », souvent désignée par le sigle EOPN, est ouverte aux candidats âgés de plus de 17 ans et moins de 27 ans (depuis août 2019), hommes comme femmes, et de nationalité française. Une dérogation du sera nécessaire pour les candidats qui auront 27 ans au moment de la signature du contrat à Salon-de-Provence. 
La différence majeure entre les officiers issus du concours (ou d'une admission sur titre) de l'École de l'Air (les "directs") et les officiers issus de la filière EOPN réside dans leurs perspectives de carrière. Les EOPN sont soit des officiers sous contrat (OSC, engagés pour 20 ans au plus), soit des officiers de réserve en situation d'activité (ORSA, qui ne peuvent eux non plus être en situation d’activité plus de dix ans). En ce sens ils sont spécialisés en pilotage ou navigation et n'auront pas la possibilité de tenir des postes de commandement. De ce fait l'évolution des grades se fait beaucoup plus lentement.
La particularité ou l'avantage que propose la filière EOPN est d'ouvrir la sélection à partir du baccalauréat de l'enseignement général ou technologique, alors que le concours de l'École de l’air est accessible après une formation de deux années en classe préparatoire ou par admission sur titre. La sélection est toutefois moins sévère[réf. nécessaire]. La filière EOPN n'étant pas un concours universitaire, la sélection détermine si le candidat possède les réflexes et les aptitudes physiques d'un futur navigant et s'il présente de fortes chances de réussir le parcours de formation au vol.
Il existe deux types de personnel navigant :
- Les pilotes (chasse, transport et hélicoptère, le recrutement de ces derniers se fait une fois par an. En fonction des places disponibles, les candidats devront revenir faire des tests psychomoteurs à Tours, dont le test palonnier, et passer des entretiens).
- Les navigateurs-officiers système d'arme (NOSA, chasse uniquement avec l'arrivée des Airbus A330 MRTT).

La sélection est dite au "sol" et se déroule au Centre de Sélection Spécifique Air (CSSA) de la base aérienne 705 de Tours. 
Les dossiers des candidats qui réussissent la sélection initiale sont transmis à une commission d'examen, qui se tient deux fois chaque année. Un candidat recevant un avis "très défavorable" aux entretiens n'est pas retenu. 
Pour chaque spécialité (pilote et NOSA), la commission établit deux listes de candidats : une liste principale et une liste complémentaire. Un candidat complémentaire apte vient prendre la place d'un candidat principal déclaré inapte au Centre d'Expertise Médicale du Personnel Navigant. Les personnes qui ne sont pas retenues dans l'une de ces deux listes sont éliminées définitivement de la sélection.
L'élève rejoint ensuite la base aérienne 701 « Général Pineau » de Salon-de-Provence, où débute la formation. Au fur et à mesure de son cursus et en fonction de son dossier, l'élève sélectionne comme candidat pilote est orienté soit vers le transport (Avord), soit vers la chasse (Cognac), soit vers le pilotage d'hélicoptère. L'élève retenu NOSA est orienté vers la chasse.

## Sélection
L'accès à la sélection se fait après avoir déposé un dossier de candidature dans un Centre d'Information et de Recrutement des Forces Armées (CIRFA).
La sélection se décompose en 2 étapes principales, le CSO et la sélection à Tours.

### Le CSO
Test du TAMIC
Test d'anglais
Test de Sport
Test de personnalité

### Tours
1. Le test palonnier
2. Les tests psychotechniques (épreuves limitées dans le temps, sous forme de QCM, sur ordinateur) :
  - Problèmes de résolution rapide mathématiques
  - Orientation spatiale
  - Lecture d’instruments
  - Priorisation Drone
  - Culture aéronautique

### Deuxième jour
1. Le T3A
2. Test de priorisation
3. Test de personnalité

### Troisième jour
1. Le SECPIL
2. Épreuve de groupe

### Quatrième jour
Les entretiens. Le premier se déroule avec un psychologue militaire du CERP'AIR (Centre d'Etudes et de Recherches Psychologiques Air), le second avec deux officiers du personnel navigant (pilote ou navigateur).

## Formation militaire (EFCC)

### Formation militaire initiale (FMI)
D'une durée de cinq semaines, elle se déroule au sein de l'Escadrille de formation cursus court (EFCC). Encadrés par des instructeurs issus des unités de fusiliers et de commandos de l'air, les élèves y font l'apprentissage des notions militaires élémentaires : la discipline, la connaissance de l'organisation de l'Armée de l'air, le tir au FAMAS, les actes et réflexes du combattant, par exemple.
Elle se termine par la présentation au drapeau de la promotion, passage traditionnel marquant l'entrée des élèves dans l'Armée de l'air française.

### Formation militaire générale de l'officier
Les élèves approfondissent les connaissances acquises durant la FMI, et suivent de plus un stage d'initiation au commandement, un stage d'apprentissage des techniques élémentaires de survie, ainsi que du secours au combat (SAC). Ils suivent également des cours académiques afin d'étendre leurs connaissances générales : capacité d'entraînement ("leadership"), communication, politique de défense, Histoire de l'aviation. L'instruction au tir est effectuée avec le PAMAS G1, l'arme de poing du personnel navigant.
Avant de commencer leur formation aéronautique, les élèves suivent des cours d'anglais donné par du personnel civil de la Défense en vue de valider le TOEIC. Le score minimal exigé d'un officier est de 850 points (PLS 33/33).

## Centre de Formation Aéronautique Militaire Initiale (CFAMI)

### Airline Transport Pilot Licence (ATPL)
Dans le but de satisfaire à la réglementation européenne de l'Agence européenne de la sécurité aérienne les élèves intègrent ensuite l'Escadron d'Instruction au Sol du Personnel Navigant (EISPN) où ils suivent 6 mois de cours de préparation au passage de l'ATPL. Quatorze matières y sont enseignées : Droit aérien, Cellule circuit moteur, Systèmes de bord, Masse et centrage, Performances, Préparation et suivi du vol, Facteurs humains, Météorologie, Navigation, Radio navigation, Procédures opérationnelles, Mécanique du vol, Communication VFR (Visual Flight Rules), Communication IFR (Instrument flight rules). Cette étape marque le début de la formation aéronautique.

### Formation aérienne militaire initiale
Inscrite dans la formation des EOPN depuis 2007, elle consiste en une première approche au pilotage militaire sur Cirrus SR20 pour les futurs pilotes au sein des différents escadrons d'instruction en vol (EIV). Cette formation dure en principe trois mois, le lâcher de l'élève pilote intervenant à l'issue du dixième vol. Pour sa part, l'élève navigateur, intègre l'Escadron de Formation des Navigateurs de Combat 1/93 Aunis (EFNC) où se déroulera le tronc commun de son cursus. La formation est effectuée sur Cirrus SR22 et dure en principe six mois. 
À l'issue de cette phase, les élèves pilotes se rendent à Cognac à l'école d'aviation de chasse 00.315 ; les élèves NOSA intègrent l'École de l'aviation de chasse 00.315 pour obtenir le brevet de NOSA de combat.